# Pícea d'orient

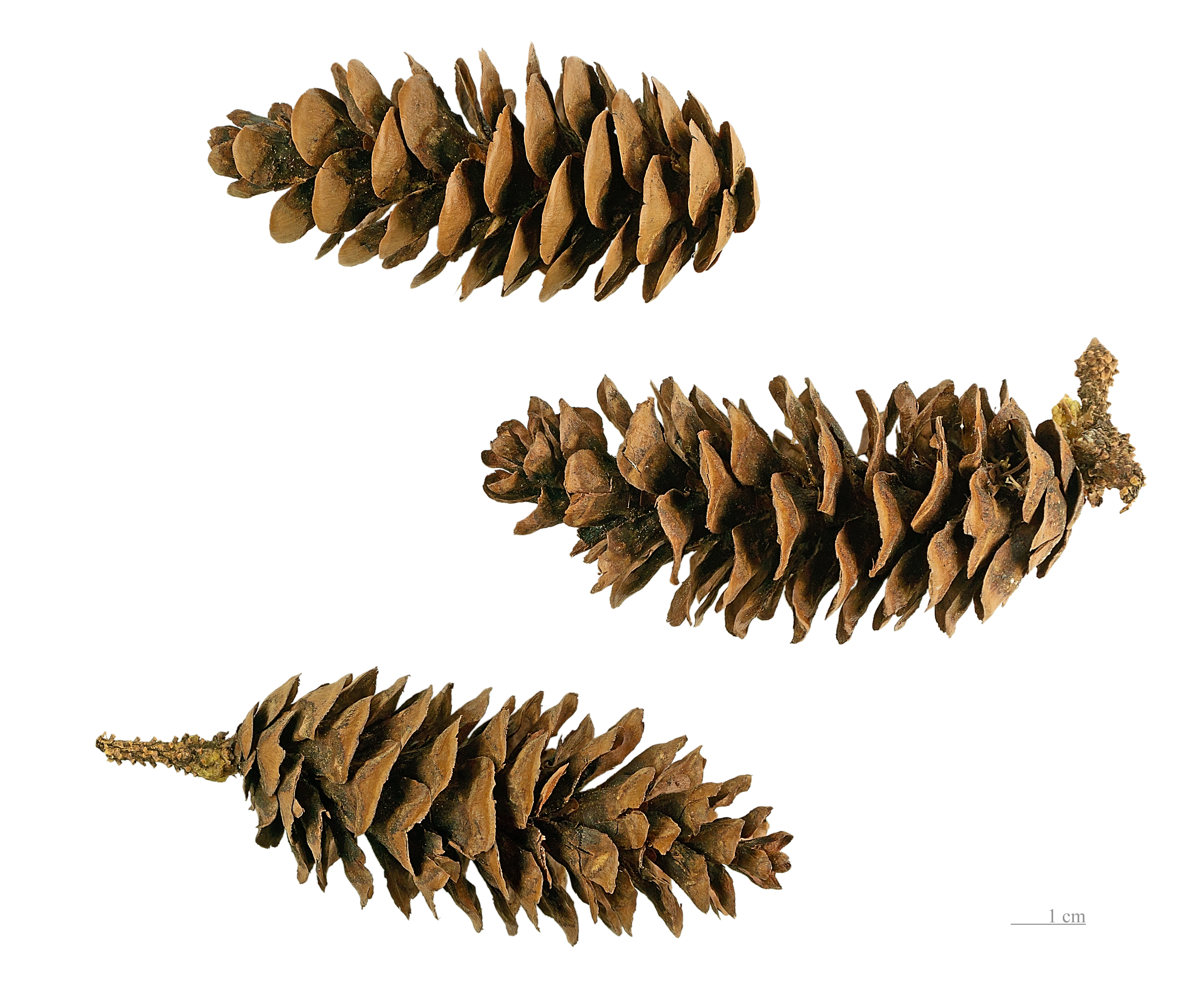
Picea orientalis

La pícea d'orient (Picea orientalis) és una espècie de conífera de la família Pinaceae endèmica del Caucas i del nord-est de Turquia.

## Descripció
És un gran arbre perennifoli que pot arribar a fer entre 30 a 45 m d'alçada (excepcionalment n'arriba a 57 m), i amb un diàmetre de tronc de 1,5 m (excepcionalment fins a 4 m). Els brots són marrons brillants, i moderadament pubescents (pelut). Les fulles són aciculars, les més curtes de qualsevol pícea, de 6 a 8 mil·límetres de llarg, romboïdals en secció, de color verd fosc amb una discreta línia d'estomes. Els cons són prims cilindre cònics, de 5 a 9 cm de llarg i 1,5 cm d'amplada, de color vermell a porpra quan joves, i maduren amb un color marró fosc als 5 a 7 mesos després de la pol·linització, i té escates suaument arrodonides.

## Usos
La pícea oriental és un arbre ornamental molt popular als grans jardins, molt valorat al nord d'Europa i als EUA pel seu atractiu fullatge i la seva facilitat de desenvolupament en sòls molt variats. També es ve utilitzant en silvicultura en petita escala, per a arbre de Nadal, fusta i producció de paper, encara que el seu creixement és més lent comparat a la picea comú o de Noruega, el que redueix la seva importància fora de la seva àrea nativa.

## Taxonomia
Picea orientalis va ser descrita per (L.) Peterm. i publicat a Das Pflanzenreich 235, a l'any 1838 [1845].
Etimologia
Picea; nom genèric que és pres directament del llatí pix = "brea", nom clàssic donat a un pi que produïa aquesta substància
orientalis: epítet llatí que significa "de l'orient".
Sinonimia
- Abies orientalis (L.) Poir.
- Abies wittmanniana Voss
- Picea withmanniana Carrière
- Picea wittmanniana Fisch. ex Gordon
- Pinus orientalis L.[5]